# Eleutherodactylus pinchoni
Eleutherodactylus pinchoni är en groddjursart som beskrevs av Schwartz 1967. Eleutherodactylus pinchoni ingår i släktet Eleutherodactylus och familjen Eleutherodactylidae. IUCN kategoriserar arten globalt som starkt hotad. Inga underarter finns listade i Catalogue of Life.